# Озера Казахстану
На території Казахстану розташовано 48 262 озера, з яких 45 248 озер мають площу менше 1 км². Озер із площею понад 100 км² всього 21. Їхня площа має 60% від загальної площі озер країни. Загальна площа ж усіх озер досягає 45002 км², загальний об'єм води у них 190 км³.
По країні озера розподілені нерівномірно: 45% усіх озер розташовуються на півночі (21580 озер), 36% — в центрі та на півдні (17550 озер). Всі північні озера займають 35% всієї площі озер Казахстану, центральні та південні — 10%. Майже всі озера безстічні і відрізняються різким коливанням рівня води, яка у більшості озер солона. Багато водойм самосадні і слугують для видобутку солі.
У зволожених районах знаходиться велика кількість прісних водойм, в районах із сухим кліматом — озер менше і всі вони мілководні, непротічні та солоні, влітку частіше всього пересихають. У лісостеповій зоні Казахстану знаходиться 740 озер площею менше 1 км², з них прісних водойм у 6 разів більше за солоних. На південь кількість прісноводних водойм зменшується, а солоних збільшується. У степовій зоні озер такої ж площі нараховується 1875, але прісних вже в 4 рази більше за солоних. В напівпустельній зоні озер 216, при чому прісноводних всього в 1,3 рази більше за солоних. В пустелях озер всього 142, але майже всі вони солоні. Більшість озер Казахстану розташовані на висоті 100–350 м, переважно у м'яких відкладах неогену та антропогену.
Всі озера групуються в окремі групи у певних районах. Так, велика кількість водойм міститься на Прикаспійській та Туранській низовинах, Західно-Сибірській рівнині, в низькогір'ях Сариарки та південно-східних гірський районах країни. Ще однією особливістю озер є їхня різновіковість, вони утворились у різних час. Більшість озер рівнинно-низькогірної частини знаходяться на пізній стадії формування. Озера лісостепової та степової зон поступово заповнюються м'якими відкладами, заростають рослинністю. Озера напівпустельної та пустельної зон швидко засолюються і перетворюються в самосадні озер, сори. Більшість з них знаходяться на різних стадіях «відмирання». Озера високогірних районів за віком відносяться до молодих. Вони розташовані нерівномірно і зустрічаються на різних висотах. Більшість із них утворились на висоті 1400–2800 м.
За типом утворення улоговини озера Казахстану відносяться до таких груп:
- тектонічні — утворились в результаті затоплення водою грабенів, опущених по розломам ділянок земної кори витягнутої форми. Береги таких водойм стрімкі, обривисті. Такі озера розташовані в південно-східних регіонах та в Сариарці — Зайсан, Маркаколь, Карасор, Тенгіз-Кургальжинська та Кокшетауська групи, колишнє озеро Єсік.
  - реліктові (залишкові) тектонічні характерні для первинних рівнин — Прикаспійської низовини, Тургайської улоговини, Туранської низовини, Балхаш-Алакольської западини. До таких озер відносяться Каспійське, Аральське, Балхаш та Алаколь.
- льодовикові озера утворились в результаті діяльності древніх льодовиків у високогірних районах. До таких водойм відносяться загатні та карові озера. Такі загатні озера, як Велике Алматинське у верхів'ях Великої Алматинки в Заілійському Алатау та Жасилколь у верхів'ях Лепси на півночі Джунгарського Алатау утворились перед природними загатами — моренами. Карові озера розташовані у високогірних районах снігової лінії, утворились шляхом дії гірських льодовиків у округлих за формою улоговинах. Такі озера мають стрімкі береги та пологе дно.
- суффозійні (просадні) озера утворились в результаті просідання м'яких порід і заповнення водою плоскодонних знижень. Такі водойми називають ще степовими блюдцями, вони поширені на півночі, на Західно-Сибірській рівнині.
- стариці (долинно-руслові озера) — розташовані безпосередньо у річкових заплавах, у відокремлених ділянках старих русел річок.

## Найбільші озера Казахстану

### Дивись також
- Список озер Казахстану